# Strike Back: Legacy
Strike Back: Legacy es una serie de televisión británico-estadounidense transmitida del 3 de junio del 2015 por medio de la cadena Sky 1 y el 31 de julio del 2015 por medio de la cadena Cinemax hasta el hasta el 29 de julio del 2015.
La serie fue la quinta y última temporada de la serie Strike Back y contó con la participación de los actores Tim McInnerny, Max Beesley, Michael McElhatton, James Wilby, Eliza Bennett, Joseph Gatt, Mark Griffin, entre otros...

## Historia
La serie siguió a la unidad antiterrorismo conocida como la "Sección 20" en su lucha contra los nuevos enemigos de Asia y Europa.

## Episodios
| N.º en serie | N.º en temp. | Título       | Dirigido por       | Escrito por                                    | Fecha de emisión (Estados Unidos) | Fecha de emisión (Reino Unido) |
| ------------ | ------------ | ------------ | ------------------ | ---------------------------------------------- | --------------------------------- | ------------------------------ |
| 37           | 1            | «Episode 1»  | Michael J. Bassett | Michael J. Bassett, Tim Vaughan & James Dormer | 31 de julio de 2015               | 3 de junio de 2015             |
| 38           | 2            | «Episode 2»  | Michael J. Bassett | Michael J. Bassett, Tim Vaughan & James Dormer | 7 de agosto de 2015               | 10 de junio de 2015            |
| 39           | 3            | «Episode 3»  | Julian Holmes      | James Dormer                                   | 14 de agosto de 2015              | 17 de junio de 2015            |
| 40           | 4            | «Episode 4»  | Julian Holmes      | James Dormer                                   | 21 de agosto de 2015              | 24 de junio de 2015            |
| 41           | 5            | «Episode 5»  | Brendan Maher      | Jack Lothian                                   | 28 de agosto de 2015              | 1 de julio de 2015             |
| 42           | 6            | «Episode 6»  | Brendan Maher      | Jack Lothian                                   | 11 de septiembre de 2015          | 8 de julio de 2015             |
| 43           | 7            | «Episode 7»  | Michael J. Bassett | Richard Zajdlic & Ed Whitmore                  | 18 de septiembre de 2015          | 15 de julio de 2015            |
| 44           | 8            | «Episode 8»  | Michael J. Bassett | Ed Whitmore & Jack Lothian                     | 25 de septiembre de 2015          | 22 de julio de 2015            |
| 45           | 9            | «Episode 9»  | Michael J. Bassett | Jack Lothian                                   | 2 de octubre de 2015              | 29 de julio de 2015            |
| 46           | 10           | «Episode 10» | Michael J. Bassett | Jack Lothian                                   | 9 de octubre de 2015              | 29 de julio de 2015            |

## Personajes

### Personajes Principales
| Actor              | Personaje                  | Ocupación                 | N.° de episodios | Duración |
| ------------------ | -------------------------- | ------------------------- | ---------------- | -------- |
| Sullivan Stapleton | Damien Scott               | Sargento de la Sección 20 | 10               | 2015     |
| Philip Winchester  | Michael "Mike" Stonebridge | Sargento de la Sección 20 | 10               | 2015     |

### Personajes Recurrentes
| Actor               | Personaje          | Ocupación                                             | Episodios | Duración |
| ------------------- | ------------------ | ----------------------------------------------------- | --------- | -------- |
| Will Yun Lee        | Kwon               | Criminal                                              | 7         | 2015     |
| Christian Antidormi | Finn               | Hijo de Damien                                        | 4         | 2015     |
| Leo Gregory         | Mason              | Agente de la CIA / Mercenario                         | 4         | 2015     |
| Tereza Srbova       | Maj. Nina Pirogova | Mayor / Oficial Rusa del FSB                          | 3         | 2015     |
| James Wilby         | Charles Ridley     | -                                                     | 3         | 2015     |
| Andrew Pleavin      | Mitchell Johnson   | Agente de la CIA / Experto en Desactivación de Bombas | 1         | 2015     |
| Wolf Kahler         | Oscar              | Soldado                                               | 1         | 2015     |

### Antiguos personajes
| Actor              | Personaje          | Ocupación                     | Episodios | Duración | Estado | Causa                                                              |
| ------------------ | ------------------ | ----------------------------- | --------- | -------- | ------ | ------------------------------------------------------------------ |
| Dustin Clare       | Faber              | Agente de la CIA / Mercenario | 4         | 2015     | Muerto | asesinado por Michael                                              |
| Robson Green       | Col. Philip Locke  | Teniente de la Sección 20     | 9         | 2015     | Muerto | asesinado por Charles Ridley                                       |
| Stephanie Vogt     | Christy Bryant     | Agente                        | 1         | 2015     | Muerta | asesinada por mercenarios                                          |
| Michelle Yeoh      | Li-Na "Mei" Foster | Criminal                      | 8         | 2015     | Muerta | asesinada por Mason                                                |
| Alex Humes         | Myshkin            | Mafioso Ruso                  | 2         | 2015     | Vivo   | arrestado por Nina por sus crímenes                                |
| Michael McElhatton | "Oppenheimer"      | Criminal                      | 2         | 2015     | Muerto | asesinado por Locke                                                |
| Tieva Lovelle      | Nadia Dansky       | Agente                        | 1         | 2015     | Muerta | asesinada por Myshkin                                              |
| Milauna Jackson    | Kim Martinez       | Oficial de la DEA             | 6         | 2015     | Viva   | regresó a su posición como oficial de la DEA                       |
| Masa Yamaguchi     | Shiro              | Criminal                      | 2         | 2015     | Muerto | asesinado por agentes de la CIA                                    |
| Michelle Lukes     | Julia Richmond     | Sargento de la Sección 20     | 4         | 2015     | Muerta | asesinada por Mei de un disparo a la cabeza                        |
| Tim McInnerny      | Robin Foster       | Embajador Británico           | 2         | 2015     | Muerto | asesinado por Mei luego de descubrir que era una traidora          |
| Max Beesley        | Ray McQueen        | Gánster / Secuestrador        | 2         | 2015     | Muerto | dio su vida para salvar a la sección 20 de los oficiales corruptos |

## Producción
Michael J. Bassett regresó como coproductor ejecutivo, director y escritor, junto con los directores Julian Holmes y Brendan Maher, y los escritores Jack Lothian, James Dormer, Richard Zajdlic, Ed Whitmore y Tim Vaughan.